# Lucas Tavares
Lucas Mourão Tavares, mais conhecido como Lucas Tavares, é um fotógrafo brasileiro e arquivista especializado em fotojornalismo e acervos fotográficos.

## Carreira
Lucas Tavares cursou jornalismo na Universidade Cândido Mendes e começou a carreira na Agência O Globo e O Globo em 2012 onde ficou até janeiro de 2020. Retornou ao jornal O Globo em 2022 como fotojornalista, fazendo cobertura em todas as editoriais, principalmente coberturas fotográficas de shows e festivais. Também tem formação em Geografia pela UERJ, Arquivologia pela UFF, Teologia pela FABAT, Filosofia pela UNIASSELVI além de ser pós-graduado em Ciência da Religião e Direitos Humanos, obteve título de mestre pela Universidade Federal do Estado do Rio de Janeiro e atualmente é doutorando na UERJ.

## Reconhecimento
Recebeu reconhecimento pela Universidade Federal Fluminense, por ter fotografias publicadas no livro "O Melhor do Fotojornalismo Brasileiro". Além disso, teve fotos selecionadas na galeria " Imagens da Pandemia" publicada pela Associação dos Repórteres Fotográficos e Cinematográficos do Brasil.

## Coberturas em destaque
- Lollapalooza Brasil, 2022[9]
- Lollapalooza Brasil, 2017[10]
- Lollapalooza Brasil, 2016[11]
- Rock in Rio, 2022[12][13][14][15]